# Léon Christian
 (juillet 2020).
Pour les articles homonymes, voir Christian, Christian Léon et Léon Cristiani.
Léon Christian (né Israël Léon Espir à Paris 9e le 30 avril 1859 et mort à Paris le 25 octobre 1913) est un acteur, directeur de théâtre et régisseur français.
Il est le mari de Cécilia Darlot, artiste dramatique, et le père de Madeleine Damien (1901-1981), actrice de théâtre et de cinéma.

## Biographie
Il quitte à l’âge de 20 ans les « Coulisses de la Rente » et, présenté au comédien Edmond Got, devient vite proche de celui-ci.
Il débute en 1882 dans l'emploi des amoureux, où il est remarqué par la tragédienne Agar, pendant une représentation de Tartuffe au (cercle gaulois). Elle l'engage pour jouer en tournée le rôle de Léopold, dans Les Fourchambault. Il parcourt l’Europe pendant plusieurs années, jouant le grand répertoire classique, et les pièces modernes à succès, de cette période. 
Il est engagé à Cherbourg pour la saison estivale 1888-1889, pour les drames comédies et vaudevilles, sous le nom de « Christian Espir », jeune premier rôle, fort jeune premier.
L'année 1890 au Théâtre de l'Ambigu-Comique, il est embauché pour trois ans par M. Rochard, alors directeur de ce théâtre. Il dénoncera son contrat peu après à l'amiable .
Entre 1890 et 1895, il collabore avec le Théâtre-Libre et André Antoine, en qualité de comédien et d’administrateur chargé de la partie scénique, et monte avec lui Le Cuivre , L'Honneur, La Bonne Espérance, La Terre, La Fille sauvage, Le Roi Lear, L'Étoile rouge, Les Fourches caudines, La Rançon, Le Père Goriot, Seul, Myrane, Une journée parlementaire, La Mariotte, Cœur vernis, Simone et Maris et leurs filles, autres pièces à succès. 
Antoine était devenu un ami, c'est le seul qui tutoyait Antoine et lui écrivait dans ses lettres « mon vieux, ». Cécilia Darlot, son épouse, fit également partie du Théâtre-Libre à partir de 1901. 
En 1891, on le retrouve au Théâtre de la Porte-Saint-Martin, dans Le Voyage dans Paris, pièce à grand spectacle en cinq actes et quinze tableaux et transformations, de MM. Ernest Blum et Raoul Toché, puis en 1892, au même théâtre, Les Deux Orphelines, pièce en 8 tableaux, de d'Ennery et Cormon, musique de Debillemont, musique de ballet de Henri Sené, ballet réglé par Egidio Rossi.  
En 1893, la tournée, dirigée par Fraizier et Christian, donne Le Député de Bombignac et passe par Fécamp, Niort, Cognac, Le Blanc, Châtellerault, Saintes, Bergerac, Tonneins, Auch, Mont-de-Marsan, Dax, Tarbes, etc..
Le 1er septembre 1894 , il prend la direction du Théâtre Moncey et inaugure une première pièce, Serge Panine de Georges Ohnet. Suivrons La Belle Limonadière, Le Député de Bombignac, Don Quichotte, Patrie, Rue Blas, Madame Sans-Gène, Le Prêtre, Chez l'avocat .
En 1896, au Théâtre de l'Odéon, il est inspecteur du matériel. Le 3 juin 1896, André Antoine est nommé codirecteur avec Paul Ginisty de l’Odéon. Il appelle Saint-Germain à la direction de la comédie classique et fait entrer dans la troupe du second Théâtre-Français ses camarades du Théâtre-Libre : Barny, Luce Colas, Arquillière, Janvier, Gémier… Il en engage d’autres, qu’il sait adhérer au modèle de la troupe d’ensemble. Léon Christian fait partie des bagages d’Antoine, nommé au poste d’inspecteur du matériel. Il y restera peu de temps comme Antoine. Il écrira à Antoine pour lui raconter ce qui se trame dans son dos pendant que ce dernier est en vacances forcées, lettre visible aux archives du théâtre.
En 1898 et 1899, avec son épouse, ils sont en tournées en Orient où ils passent à Constantinople, Smyrne, Salonique etc..
En 1900, ils donnent à Madrid et Lisbonne Frégolina. Le journal Le Petit Caporal relate les 60 représentations,.
Sur la demande d'Henry Bataille en 1899, et la recommandation de Ludovic Trarieux en 1903, il est élevé au grade d'officier d'Académie (Palmes académiques) en janvier 1905, pour service rendu au théâtre et à la langue française dans le monde. Parution au Journal officiel. La décoration lui sera remise en 1912.
Le tableau de la troupe est le suivant : Lefrançais, H. Demanne, L. Christian, Petibon, Jean Prévost, Denières, Perron, G. Desplas, Lorett, Mmes Hélène Gondy, C. Ducange, Bienfait, Berthall, Rachel Hoffmann, Bernold, C. Darlot, Lefrançais.
De retour en France de 1907 à 1909, le couple est au Théâtre de l'Alcazar de Bruxelles. Léon Christian y est régisseur de la scène, et donne également des cours de théâtre. De son côté Cécilia Darlot est engagée comme comédienne, dans ce même théâtre. Il se produit également au théâtre L'Olympia de Bruxelles la même année,.
1910 est l'année Chanteclerc au Théâtre de la Porte-Saint-Martin. Il cumule la fonction de comédien et de régisseur général.
Dans le même temps en 1912 au théâtre de Groslay, il est nommé régisseur général, la nomination est parue au Journal officiel.
Ses derniers rôles ont été en 1911 dans La Femme nue, d’Henri Bataille, pièce en quatre actes, en 1912, La Flambée et La Robe rouge, avec son épouse, Les Flambeaux de Henry Bataille en 1913. Puis Cyrano de Bergerac, ou ils sont réunis avec Cécile Darlot son épouse, en «Page».
Cette représentation en matinée est organisée part  Hertz et Coquelin, qui vont réunir le gratin du métier de cette époque, Cécile Sorel, Signoret, Francen, Dranem, Edmée Favart, etc.

## Parenté
- Madeleine Damien, sa fille, comédienne de théâtre et de télévision
- Gustave Damien, son gendre, comédien et directeur de tournée
- Eugène Damien, le père de son gendre, écrivain vaudevilliste
- Antony Damien, artiste peintre, demi-frère d'Eugène Damien

Il est également cousin d'Adolphe Crémieux (homme politique) et de Hector Crémieux (auteur dramatique). Il est également 2e cousin à une génération par alliance de Camille Pissarro.